# Charles-Gaspard Tarieu de Lanaudière
Charles-Gaspard Tarieu de Lanaudière (9 septembre 1769 – 7 juin 1812) était un seigneur et une figure politique du Bas-Canada.
Il est né Charles Tarieu de La Naudière dans la Ville de Québec en 1769, fils du seigneur Charles-François Tarieu de La Naudière. Il étudie à Londres puis il hérite de la seigneurie de Saint-Vallier de son père. Il fut lieutenant dans le régiment des Volontaires royaux canadiens  et a également servi comme lieutenant-colonel dans la milice locale, au cours de la Guerre de 1812. En 1792, il épousa Suzanne-Antoinette, fille de Pierre-Paul Margane de Lavaltrie. Lanaudière a été élu à la Chambre d'assemblée du Bas-Canada pour Warwick en 1796. En 1804, il fut élu à Leinster et il a été nommé au Conseil Législatif en 1811. Il est mort à Lavaltrie, pendant son mandat, en 1812.
Son demi-frère Charles-Louis a également siégé au conseil législatif. Sa fille Charlotte a épousé Barthélemy Joliette, et sa fille Marie-Anne a épousé François Baby.